# Ambrosia (botanica)
Ambrosia  L. 1753 è un genere di piante spermatofite appartenenti alla famiglia delle Asteraceae, dall'aspetto di piccole erbacee annuali o perenni dalla tipica infiorescenza a racemo.

Sono considerate piante infestanti e ne esistono più di trenta specie in tutto il mondo. Hanno un'apparenza molto ordinaria e pur essendo molto diffuse, passano frequentemente inosservate. Quasi nessun erbivoro le cerca e non ospitano molti insetti. Molte si sono adattate a climi aridi del deserto.

## Etimologia
L'etimologia del nome del genere deriva dal greco “ἀμβροσία” (= ambrosìa), il nome del cibo che dava l'immortalità agli dei, derivato dal greco άμβροτος (àmbrotos), che significa immortale. Il nome è probabilmente legato al fatto che è una pianta molto resistente, tanto da essere considerata infestante.
Il nome scientifico attualmente accettato (Ambrosia) è stato proposto da Carl von Linné (1707 – 1778) biologo e scrittore svedese, considerato il padre della moderna classificazione scientifica degli organismi viventi, nella pubblicazione Species Plantarum del 1753.

## Descrizione

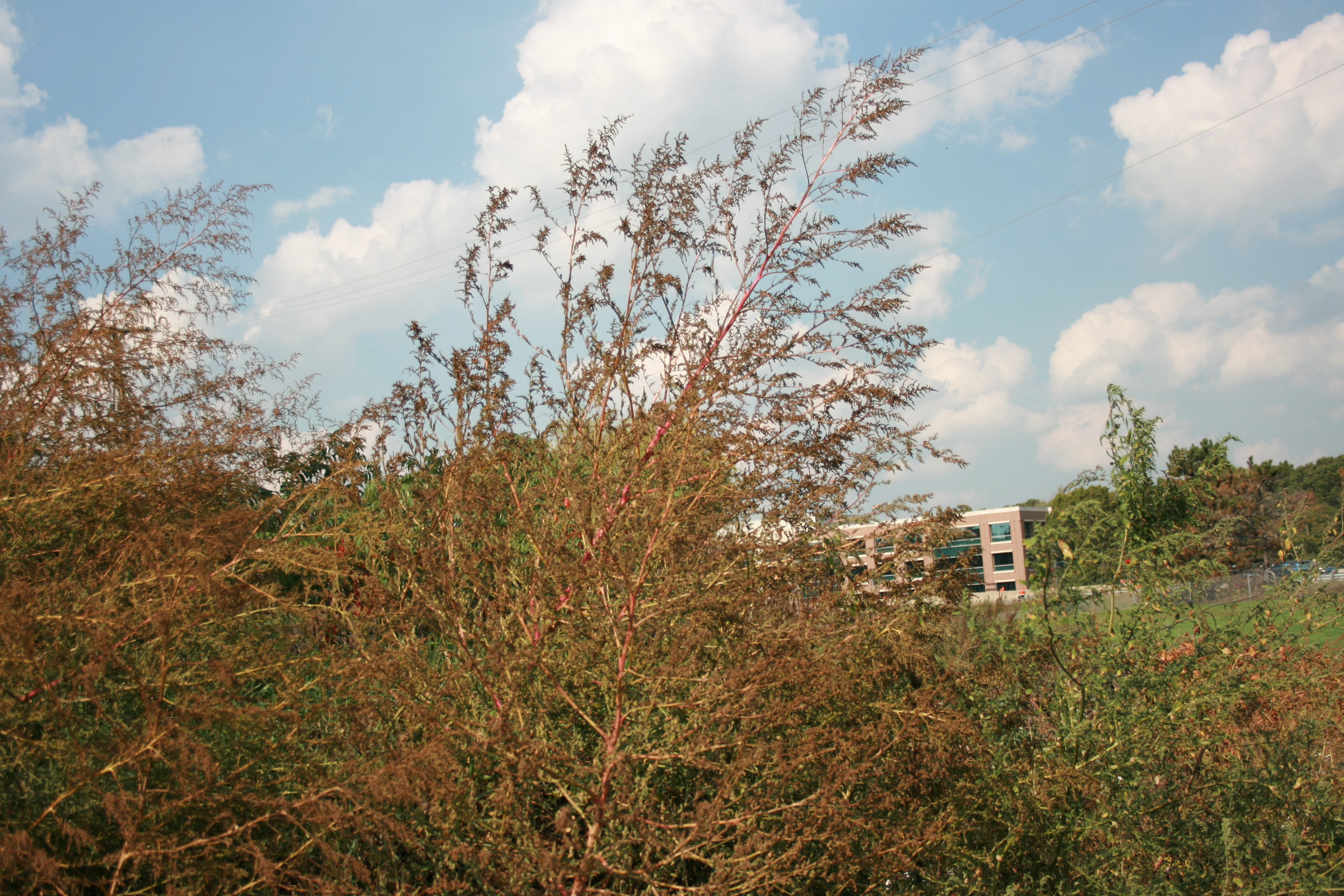
Il portamento
(Ambrosia trifida)

I dati morfologici si riferiscono soprattutto alle specie europee e in particolare a quelle spontanee italiane.

Queste piante possono raggiungere mediamente l'altezza di 1–2 metri e formano a seconda dei casi dei cespugli o arbusti. Le forme biologiche delle specie di questo genere (almeno per le specie spontanee europee)  possono essere di due tipi a seconda del ciclo biologico delle piante: geofita rizomatosa (G rhiz) per le annuali e terofita scaposa (T scap) per le perenni.  Sono inoltre specie monoiche (i fiori maschili e femminili sono separati, ma presenti sulla stessa pianta); e in genere le piante si presentano cenerine-villose, ma possono essere anche glabrescenti.

### Radici
Le radici sono secondarie da rizoma o da fittone.

### Fusto
- Parte ipogea: la parte sotterranea ha un asse che sprofonda verticalmente nel terreno (fittone), oppure forma dei rizomi intricati e striscianti.
- Parte epigea: la parte aerea del fusto è ascendente, prostrata o decombente, fogliosa e ramosa con diversi racemi (fino a 40). Le diramazioni partono in genere alla base della pianta.

### Foglie

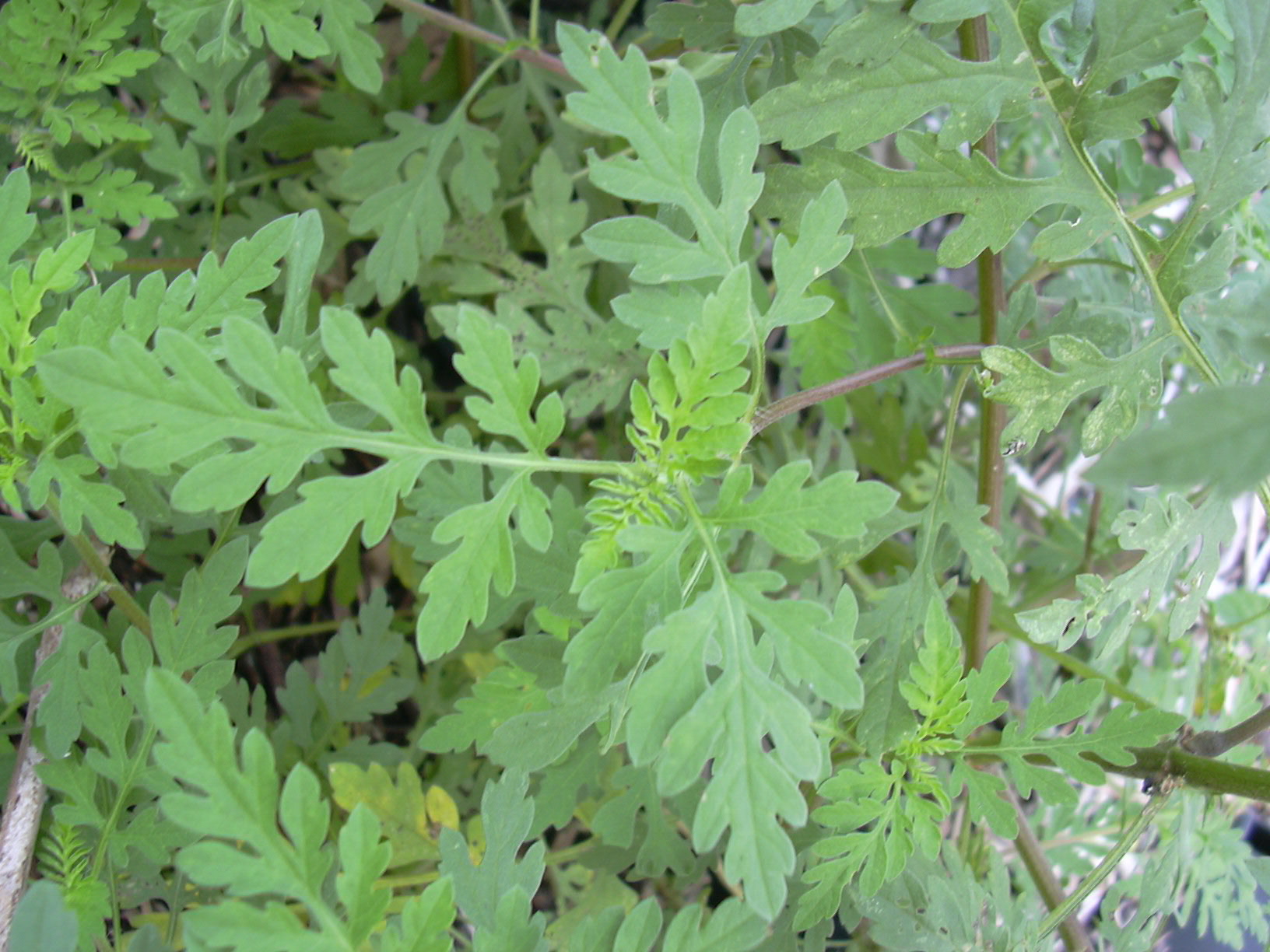
Le foglie
(Ambrosia artemisiifolia)

Le foglie lungo il fusto sono disposte in modo opposto quelle inferiori e alternato quelle superiori; sono inoltre picciolate o sessili e divise (bi-pennatifide o palmate). La forma può essere ellittica, filiforme, lanceolata, lineare, obovata, ovata o rombica. I lobi (o segmenti) a loro volta possono essere dentati. I piccioli in certe specie sono alati. La lamina superiore è colorata di verde scuro; mentre quella inferiore è simile ma più chiara (glauca o cenerina).

### Infiorescenza

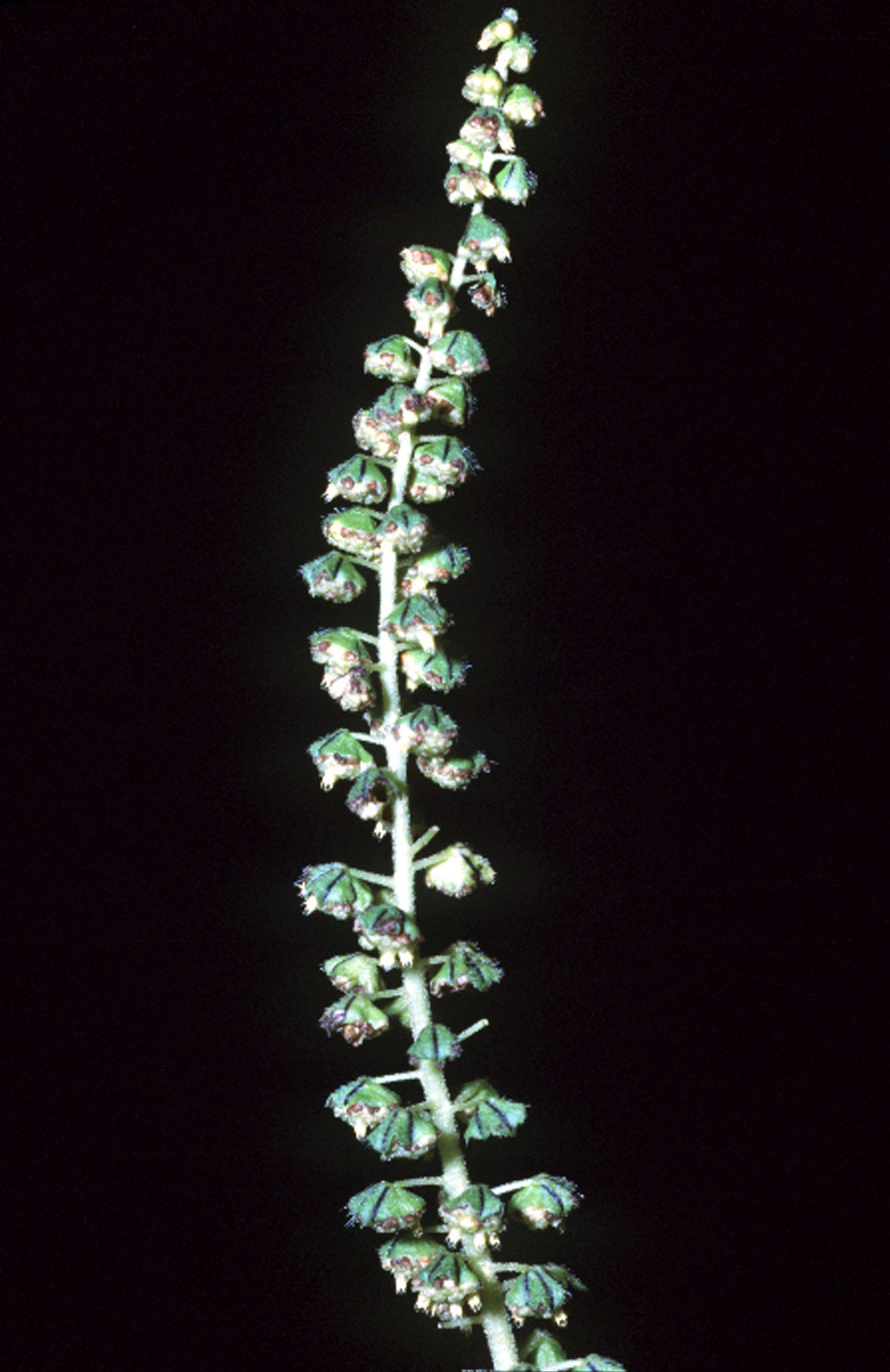
Infiorescenza
(Ambrosia trifida)

Le infiorescenze sono composte da diversi capolini raggruppati in lunghi racemi laterali (simili a spighe) e sottesi da brattee congiunte. I capolini sono unisessuali, ossia divisi in capolini maschili (per aborto) a forma globosa e pendula (posizionati nella parte alta del racemo) e capolini femminili (in minoranza e nella parte inferiore del racemo – seminascosti all'ascella delle foglie superiori).  La struttura dei capolini è quella tipica delle Asteraceae: un peduncolo sorregge un involucro (a forma campanulata nei capolini femminili) composto da più squame senza appendice e concresciute che fanno da protezione al ricettacolo  sul quale s'inseriscono i fiori. Nei capolini maschili l'involucro è formato da 5 – 16 squame disposte su una sola serie, i fiori (da 50 a 60) sono tutti tubulosi; nei capolini femminili l'involucro è formato da 12 – 30 squame disposte su 1 – 8 serie, il fiore (femminile) è unico senza corolla e persistente al frutto. Diametro del capolino: circa 3 mm.

### Fiori

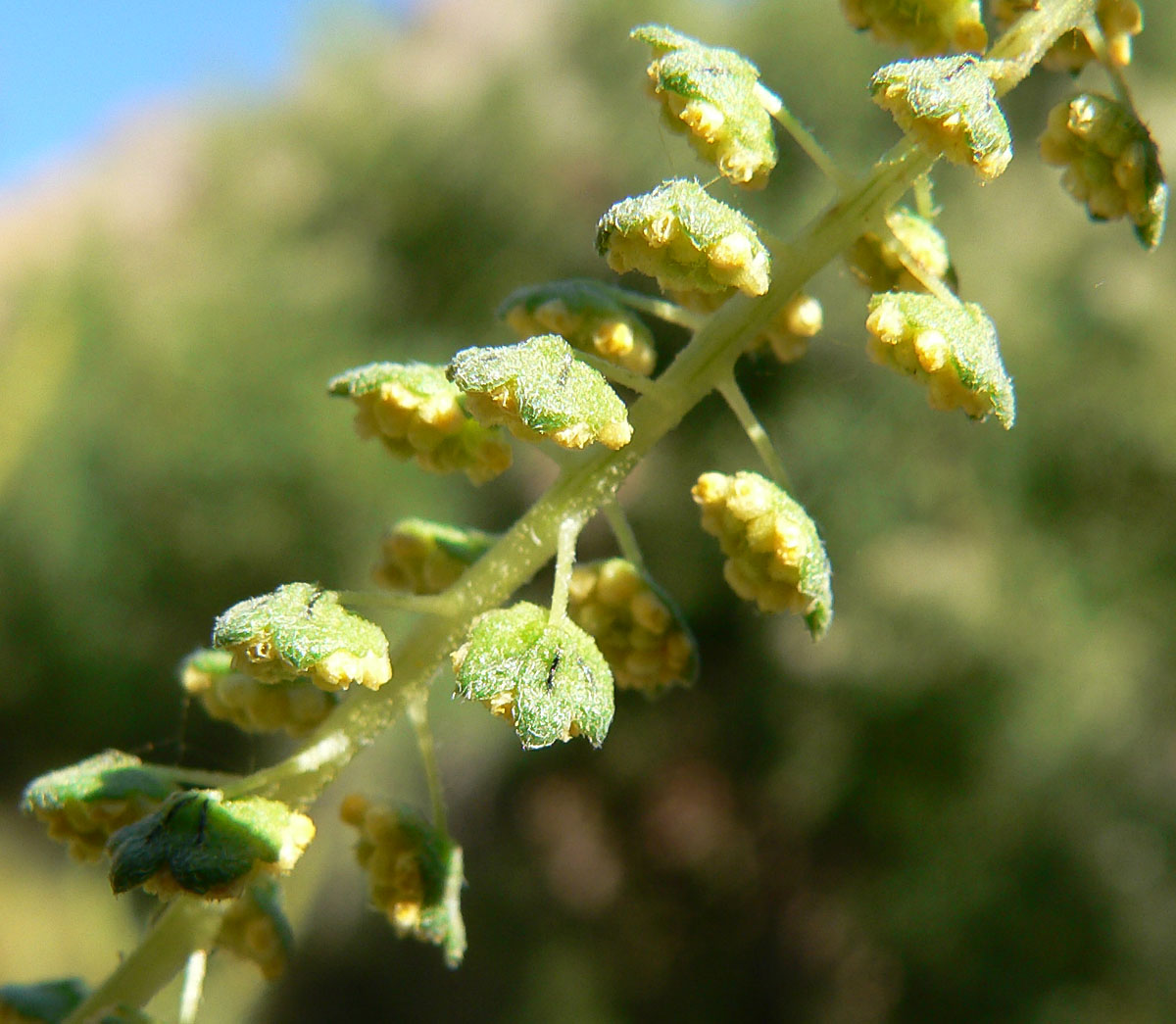
I capolini
(Ambrosia acanthicarpa)

I fiori sono simpetali, attinomorfi(quelli tubulosi); sono inoltre tetra-ciclici (formati cioè da 4 verticilli: calice – corolla – androceo – gineceo) e pentameri (calice e corolla formati da 5 elementi).
- Formula fiorale: per questa pianta viene indicata la seguente formula fiorale:

* K 0/5, C (5), A (5), G (2), infero, achenio
- Calice: i sepali sono ridotti ad una coroncina di squame.
- Corolla: i fiori maschili hanno delle corolle tubulari a 5 denti di colore verde-giallastro ma anche bianco-violaceo; mentre quelli femminili sono privi di corolla ed hanno un colore verde-biancastro.
- Androceo: gli stami sono 5 con dei filamenti liberi; le antere  invece sono saldate fra di loro e formano un manicotto che circonda lo stilo. Le antere alla base sono ottuse[3].
- Gineceo: lo stilo è unico con uno stimma; l'ovario è infero e uniloculare formato da due carpelli concresciuti e contenente un solo ovulo.

### Frutti

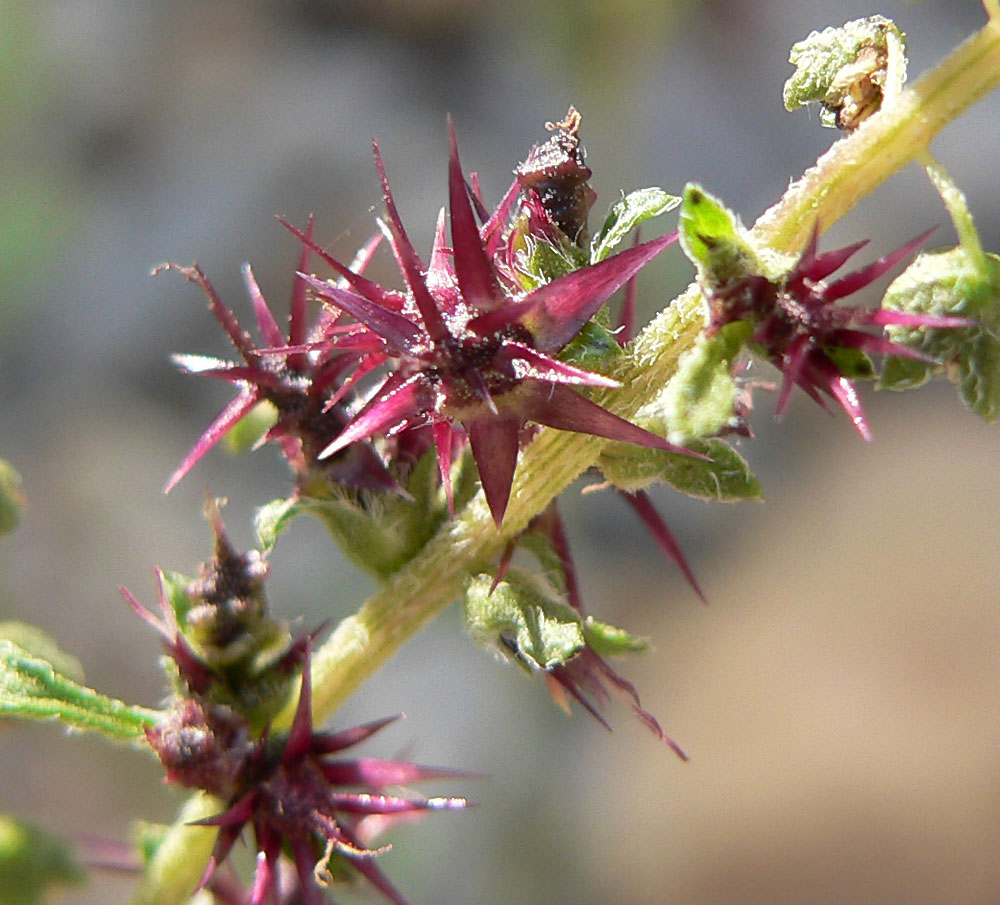
I frutti
(Ambrosia acanthicarpa)

I frutti sono degli acheni  nerastri spinosi a forma ovoidale o fusiforme con un pappo ridotto o normalmente assente.

## Biologia
- Impollinazione: l'impollinazione avviene tramite insetti (impollinazione entomogama) oppure tramite il vento (impollinazione anemofila). In effetti durante il periodo dell'antesi queste piante producono una grandissima quantità di granuli pollinici che vengono trasportati dal vento anche a distanze e altezze notevoli (creando non pochi problemi alle persone allergiche).
- Riproduzione: la fecondazione avviene tramite l'impollinazione dei fiori (vedi sopra).
- Dispersione: i semi vengono dispersi dal vento (disseminazione anemocora) ma anche da animali (disseminazione zoocora), infatti dopo l'impollinazione, il fiore femmina si sviluppa in un ovoide spinoso, con 9-18 spine erette. Contiene un seme con forma a punta di freccia, bruno quando maturo e più piccolo di un grano di frumento. Questo viene diffuso aggrappandosi al pelo o alle piume di animali che passano. I semi inoltre sono un alimento importante d'inverno per molte specie di uccelli.

## Distribuzione e habitat
Questo genere, composto da circa una trentina di specie, è in prevalenza di origine americana. A parte Ambrosia maritima tutte le altre specie spontanee del territorio italiano sono considerate specie esotiche naturalizzate. Sono inoltre erbe infestanti (vedi paragrafo “Allergie”) che crescono in prati asciutti e soleggiati, lungo gli argini dei fiumi, sui margini delle strade e in genere nei terreni abbandonati. Globalmente sono diffuse nelle regioni temperate dell'emisfero boreale (America del Nord, ed Eurasia) e del Sudamerica.

Delle 5 specie  spontanee della flora italiana solo 2 vivono sull'arco alpino. La tabella seguente mette in evidenza alcuni dati relativi all'habitat, al substrato e alla distribuzione delle specie alpine..
| Specie | Comunità vegetali | Piani vegetazionali | Substrato | pH     | Livello trofico | H2O   | Ambiente | Zona alpina         |
| --- | ----------------- | ------------------- | --------- | ------ | --------------- | ----- | -------- | ------------------- |
| A. artemisiifolia | 2                 | collinare           | Ca – Si   | neutro | alto            | secco | B1 B2    | tutto l'arco alpino |
| A. coronopifolia | 5                 | collinare           | Ca – Si   | neutro | alto            | arido | B2       | VR TN               |
| Legenda e note alla tabella. Substrato con “Ca/Si” si intendono rocce di carattere intermedio (calcari silicei e simili); vengono prese in considerazione solo le zone alpine del territorio italiano (sono indicate le sigle delle province). Comunità vegetali: 2 = comunità terofiche pioniere nitrofile; 5 = comunità perenni nitrofile Ambienti: B1 = campi, colture e incolti; B2 = ambienti ruderali, scarpate |                   |                     |           |        |                 |       |          |                     |

## Tassonomia
La famiglia di appartenenza del genere (Asteraceae o Compositae, nomen conservandum) è la più numerosa del mondo vegetale, comprende oltre 23000 specie distribuite su 1535 generi (22750 specie e 1530 generi secondo altre fonti).

### Specie spontanee italiane
Per meglio comprendere ed individuare le varie specie del genere (solamente per le specie spontanee della flora italiana) l'elenco che segue utilizza in parte il sistema delle chiavi analitiche (vengono cioè indicate solamente quelle caratteristiche utili a distingue una specie dall'altra).
- Gruppo 1A: le foglie sono tutte a disposizione opposta; la lamina è intera o divisa in 3 – 5 larghi lobi; le foglie basali sono lunghe più di 10 cm;

- Ambrosia trifida L. - Ambrosia trifida: l'altezza della pianta varia da 5 – 20 cm; il ciclo biologico è annuo; la forma biologica è terofita scaposa (T scap); il tipo corologico è Nord Americano; l'habitat tipico sono gli incolti aridi; è rara e la distribuzione sul territorio italiano è molto discontinua fino ad una altitudine di 300 m s.l.m..

- Gruppo 1B: le foglie sono a disposizione opposta in basso, mentre in alto sono alterne; la lamina è divisa in diverse strette lacinie; le foglie basali non sono lunghe più di 10 cm;
- Gruppo 2A: le foglie basali sono pennatopartite con la porzione centrale indivisa larga 5 – 15 mm; i segmenti laterali sono interi o appena dentati;

- Ambrosia maritima L. - Ambrosia marittima: l'infiorescenza si compone di un unico racemo terminale; l'altezza della pianta varia da 1 – 3 cm; il ciclo biologico è annuo; la forma biologica è terofita scaposa (T scap); il tipo corologico è Euri Mediterraneo; l'habitat tipico sono le sabbie marittime dei litorali; la distribuzione sul territorio italiano è abbastanza continua su tutto il territorio.
- Ambrosia coronopifolia Torr. & A.Gray - Ambrosia con foglie di Coronopus: l'infiorescenza è formata da diversi racemi terminali; l'altezza della pianta varia da 3 – 10 cm; il ciclo biologico è perenne; la forma biologica è geofita rizomatosa (G rhiz); il tipo corologico è Nord Americano; l'habitat tipico sono le macerie, aree abbandonate e ruderali; la distribuzione sul territorio italiano è discontinua (nord e centro) fino ad una altitudine di 300 m s.l.m..

- Gruppo 2B: le foglie basali sono bi-pennatosette con la porzione centrale indivisa stretta 1 – 3 mm; i segmenti laterali sono a loro volta pennato-composti;

- Ambrosia artemisiifolia L. - Ambrosia con foglie di Artemisia: tutta la pianta è sub-glabra o pelosa; l'altezza della pianta varia da 3 – 10 cm; il ciclo biologico è annuo; la forma biologica è terofita scaposa (T scap); il tipo corologico è Nord Americano; l'habitat tipico sono i ruderi su rocce e scarpate sassose; è rara e la distribuzione sul territorio italiano è discontinua tra nord e sud fino ad una altitudine di 300 m s.l.m..
- Ambrosia tenuifolia Sprengel - Ambrosia con foglie sottili: tutta la pianta è irsuta con peli patenti; l'altezza della pianta varia da 3 – 6 dm; il ciclo biologico è perenne; la forma biologica è geofita rizomatosa (G rhiz); il tipo corologico è Sud Americano; l'habitat tipico sono gli incolti aridi e sabbiosi; è rara e la distribuzione sul territorio italiano è relativa al nord fino ad una altitudine di 300 m s.l.m..

### Sinonimi
Questa entità ha avuto nel tempo diverse nomenclature. L'elenco seguente indica alcuni tra i sinonimi più frequenti:
- Franseria Cavanilles
- Gaertneria Medik.
- Hymenoclea Torrey & A. Gray
- Xanthidium Delpino
- Xanthium L.

### Generi simili
Le specie di questo genere possono facilmente essere confuse con quelle del genere Chenopodium (appartengono alla famiglia delle Amaranthaceae e si distinguono per i fiori molto diversi – ogni fiore è indipendente uno dall'altro e non esiste un involucro, tipico delle Asteraceae, l'ovario è inoltre supero).

## Allergie
La pianta è fortemente allergenica, possiede uno dei più allergenici tra tutti i pollini, ed è la causa principale della rinite allergica. La pianta fiorisce nell'emisfero Nord da circa metà agosto sino all'arrivo di temperature più fredde. Nei primi anni 2000, la diffusione del polline nella zona della Pianura Padana ha conosciuto un notevole aumento (si veda il seguente grafico, in cui si riporta il picco raggiunto nell'agosto 2011 e le medie annuali nell'arco temporale dal 1993 al 2010). Negli ultimi anni si è dimostrato tramite modelli meteoclimatici l'importanza della componente esogena del polline il cui pennacchio di diffusione può estendersi dai focolai infestati per grandi distanze attraversando addirittura il bacino mediterraneo.

### Sintomi
Tra i principali sintomi vi sono rinite e congiuntivite e, in misura minore, asma e dermatiti. La sintomatologia si manifesta nella seconda metà del mese di agosto e si può prolungare per oltre un mese. I picchi di allergia si hanno nelle ore serali fino alle prime ore del mattino.

### Cure
La sintomatologia connessa alle reazioni allergiche viene curata con antistaminici. E possibile ricorrere a vaccini in grado di desensibilizzare i soggetti allergici.

### Controllo della diffusione
Norme regionali impongono lo sfalcio periodico dei terreni infestati da Ambrosia. Tuttavia, lo sfalcio è tra le tecniche meno indicate per il controllo della diffusione dell'Ambrosia, mentre è da preferire l'aratura dei terreni. Sono anche efficaci i diserbanti, di cui vanno considerati però gli effetti inquinanti (per maggiori informazioni si veda la voce Ambrosia artemisiifolia).
A partire dal 2012 si assiste ai benefici dell'introduzione del coleottero crisomelide Ophraella communa, insetto antagonista in grado di attaccare la pianta prima della fioritura.